# Palmyrenisches Aramäisch

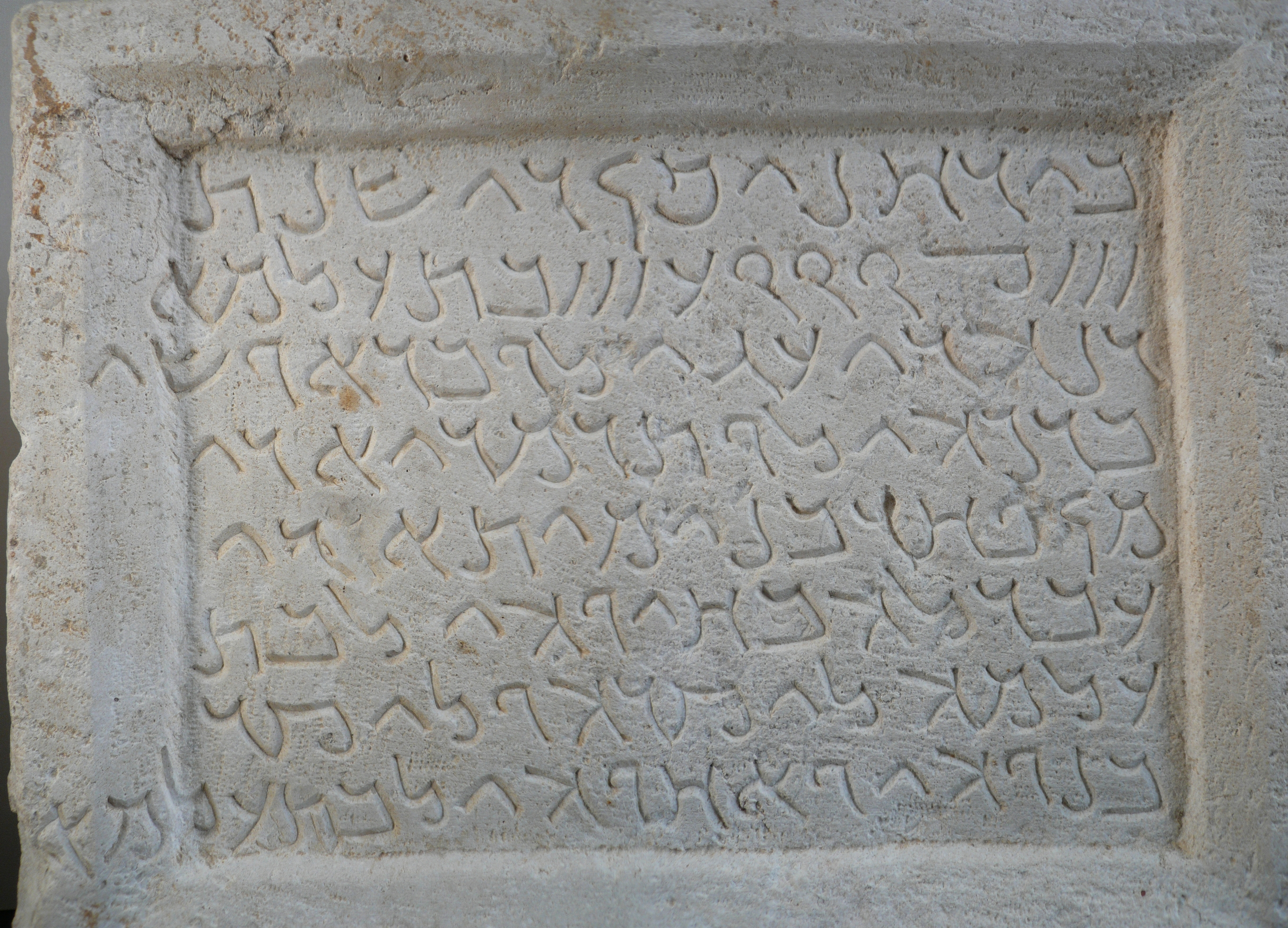
Inschrift aus Palmyra

Das Palmyrenische ist ein ostaramäischer Dialekt, der hauptsächlich in Palmyra selbst, darüber hinaus aber auch in den westlichen Teilen des Römischen Reiches bis hin nach Britannien belegt ist. Datierte Inschriften reichen von 44 v. Chr. bis 274 n. Chr. Es sind über 4000 Inschriften bekannt, bei denen es sich meist um Ehren-, Weihe- und Grabinschriften handelt. Der Dialekt zeigt noch Anklänge an das frühere Reichsaramäisch. Das Lexikon ist sowohl vom Griechischen wie auch teilweise vom Arabischen beeinflusst. Wie das Onomastikon der Stadt zeigt, lebten dort viele Araber. Neben griechischen und lateinischen Namen sind ebenso aber auch einige iranische Namen belegt.
Das geschriebene Palmyrenisch wurde in einer gerundeten Schrift verfasst, die später Anklänge an das Estrangelo zeigen sollte.
Im Juni 2014 wurde die Palmyrenische Schrift im Standard Unicode 7.0 als Unicodeblock Palmyrenisch (U+10860–U+1087F) aufgenommen.